# Glinde (Barby)
Glinde ist ein Ortsteil der Stadt Barby im Salzlandkreis in Sachsen-Anhalt.

## Geographie
Glinde liegt am westlichen Elbufer („Elbe-Strom-Bogen“) zwischen Barby und Schönebeck (Elbe).

## Geschichte
Um 700 bestand hier wahrscheinlich eine slawische Siedlung, was durch Funde belegt ist. Der Name Glinde kann vom slawischen Glina hergeleitet sein, was „Lehm“ bedeutet. Eine andere Deutung ist vom niederdeutschen Glint möglich, was Gehege oder Einzäunung bedeutet.
Die erste urkundliche Erwähnung erfolgte in einer undatierten Urkunde des Kaisers Otto I. an das Moritzkloster zu Magdeburg, in der er seine Schenkungen von 937 und 939 bestätigt.
1150 wird in einer Urkunde, von Albrecht dem Bären ausgestellt, ein „Burchardus de Gline“ als Zeuge genannt. Dieser ist somit der älteste erwähnte Vertreter des „altfreien Geschlechts der von Glinde“.
Der bedeutendste Vertreter, der von Glinde, ist Heinrich von Glinde. Heinrich war, Propst des Stifts Sankt Sebastian (1187–1194), Propst des Stifts Bibra (1199), Propst der Propstei Hundisburg (1180–1184/86) und Domdekan in Magdeburg. Heinrich bemühte sich um das Amt des Kanzlers bei Philipp von Schwaben. 1199 wurde Heinrich in der Nähe von Haldensleben vom Bruder des damaligen Kanzlers (Konrad von Querfurt) Gerhard von Querfurt überfallen und geblendet. Durch diese Tat war Heinrich für das Kanzleramt unbrauchbar. Papst Innozenz III. gestattet Heinrich die Beibehaltung der Dignität und die Einstellung eines Vikars. Das Briefsiegel Heinrichs von Glinde ist das älteste erhaltene Siegel eines Domherrn und, von Königs und Bischofssiegeln abgesehen, die älteste erhaltene Petschaft.
1221 wird Otto von Glinde ausdrücklich als „quidam liber homo“ bezeichnet. Das Geschlecht ist demnach als edel und als schöffenbar frei anzusprechen.
Das Geschlecht „der von Glinde“ erlosch zu Beginn des 14. Jahrhunderts.
Am 1. Januar 2010 schlossen sich die bis dahin selbstständigen Gemeinden Glinde, Breitenhagen, Groß Rosenburg, Lödderitz, Pömmelte, Sachsendorf, Tornitz, Wespen und Zuchau sowie die Stadt Barby (Elbe) zur neuen Stadt Barby zusammen. Gleichzeitig wurde die Verwaltungsgemeinschaft Elbe-Saale, zu der Glinde bisher gehörte, aufgelöst.

## Politik
- CDU: 3
- WfuG: 6

### Ortschaftsrat
Vorsitzender des Ortschaftsrats von Glinde ist Frank Fabian (CDU) und Stellvertreter ist Stephan Randel (WfuG).

### Wappen
Das heutige Wappen ist blau mit einem silbernen Wellenbalken, in der linken Hälfte ist eine Sonne mit 12 Flammen und in der rechten Hälfte ein goldenes Lindenblatt abgebildet.
In Vorbereitung zur 1050-Jahr-Feier 1987 wurde erkannt, dass aus der Vergangenheit kein Wappen für Glinde bekannt war. Eine alte Petschaft, welche einen Lindenbaum oder eine Eiche darstellt wurde zur Gestaltung eines Wappens herangezogen. Nach der politischen Wende wurde dieses Wappen jedoch von der zuständigen Landesbehörde abgelehnt.
Trotz strenger heraldischer Regeln musste bei der notwendigen Neugestaltung nicht auf wesentliche Identifikationsmerkmale verzichtet werden. Das heutige Wappen beinhaltet daher Sonne und Lindenblatt. Die flammende Sonne dokumentiert den Lichtmesstag, die 12 Flammen die Monate des Jahres. Das goldene Lindenblatt wurde als „Referenz“ an die alte Siegelgestaltung (Petschaft) übernommen. Auch in der Farbwahl liegt historische Tiefe: Mit dem Blau wird die Tatsache bezeugt, dass Glinde bis 1815 als einziger linkselbischer Ort zum Amt Gommern gehörte, dessen Schild Blau beinhaltete. Der silberne Wellenbalken symbolisiert die Lage an der Elbe.

## Wirtschaft und Infrastruktur
Am Ort ansässig sind mehrere Landwirtschaftsbetriebe, ein Ziegenhof, eine Modellbautischlerei, eine Schmiede, eine Druckerei, ein Sportpark und die Gaststätte „Zum Goldenen Anker“, in der alle Lichtmessfeierlichkeiten begangen werden.

## Kultur und Sehenswürdigkeiten

### Bauten
Zu besichtigen ist in Glinde das Lichtmessarchivmuseum, das sich dem Brauchtum der Glinder Lichtmess widmet. Sehenswert ist die St. Mathäii Kirche und deren kostbare Bleiglasfenster, sowie das Kriegerdenkmal für die Gefallenen des Ersten und Zweiten Weltkrieges. Auf dem Friedhofsgelände befinden sich zahlreiche historisch wertvolle Grabsteine und die Friedhofskapelle, die den Rest einer frühen dreischiffigen Basilika darstellt und eine Plastik aus dem 9. Jahrhundert enthält.
Zum kulturellen Angebot der Gemeinde gehört eine Gemeindebibliothek, die im ehemaligen Schulgebäude untergebracht ist.

### Vereine

#### Lichtmesskomitee
Lichtmesskomitee 

#### SG Eintracht Glinde
- Gegründet 1923

Der Ursprung des Vereins geht auf den 1903 gegründeten Männerturnvereins Glinde (MTV) zurück. Dem MTV gehörten anfangs 34 Männer und 7 Zöglinge an.
Der MTV konzentrierte sich ausschließlich auf das Turnen.
1923 wurde das zwanzigjährige Jubiläum vorbereitet. Pro Vereinsmitglied wurde zur Vorbereitung dieser Festivität ein Betrag von 50 Milliarden Mark abgefordert. Dieses Geld wurde aufgrund der Hyperinflation in der Weimarer Republik in einen Naturalwert von 94 Zigaretten angelegt. Damit besaß der Verein eine attraktive Tauschmöglichkeit für Vereinsanschaffungen.
1923 gründete sich aus dem MTV Glinde heraus der Handballverein „Eintracht“. 1947 hat sich bedingt durch den Zweiten Weltkrieg das Gesicht des Dorfes dahingehend verändert, dass Umsiedler und Evakuierte ihren Platz in der Gemeinschaft suchten und unter anderem im Handballspielen fanden.
1954/55 wurde hinter dem Elbdamm unmittelbar am Ortseingang ein neuer Sportplatz errichtet. Der alte Sportplatz liegt zwischen Elbe und Damm und ist dadurch unmittelbar hochwassergefährdet.
Die Männervertretung war als Großfeldmannschaft in den 1960er Jahren eine der stärksten im Landkreis und im gesamten Bezirk Magdeburg. Insgesamt wurde die „Eintracht“ vor der Wende dreimal Kreismeister auf dem Großfeld und viermal in der Halle.
Durch eine gute Zusammenarbeit mit den Barbyern Schulen gelang es nach der Wende, in immer größerem Umfang Jungen aus Barby und auch den umliegenden Gemeinden für den Handballsport zu begeistern. Erst 1993 konnte wieder, nach vielen Jahren Abstinenz, eine Nachwuchsmannschaft im Spielbezirk West des HVSA gemeldet werden. 1998 wurde die „Elbe-Sporthalle“ fertiggestellt.
Erfolge der 1. Männermannschaft:
- 2000 Aufstieg in die Bezirksliga
- 2001 Aufstieg in die Verbandsliga
- 2002 Aufstieg in die Oberliga
- 2003 Landesmeister Sachsen-Anhalt
- 2003 Aufstieg in die Regionalliga
- 2006 Norddeutscher Vizemeister

Waren es 1993 bis 1998 lediglich zwei Kinder- bzw. Jugendmannschaften, so stieg die Anzahl der am offiziellen Spielbetrieb teilnehmenden Mannschaften zeitweilig bis auf 13 an. Es gab eine Phase, da standen drei Männermannschaften gleichzeitig im Spielbetrieb. Zwei Jahre lang bestritt auch eine Frauenmannschaft Punktspiele. 2002 wurden die 1. Männermannschaft und die männliche E-Jugend als Mannschaften des Jahres im Landkreis Schönebeck geehrt.
Die größten Erfolge im Nachwuchsbereich feierten die E-Jugend (2002) und die A-Jugend (2012) mit dem Gewinn der Landesmeisterschaft.
Nach der Insolvenz der SG Eintracht Glinde trägt der Verein heute den Namen Glinder Handballverein „Eintracht“. Die 1. Mannschaft spielt in der Verbandsliga.

#### Angelsportverein Glinde
- Gegründet 1968

Aus den Reihen der Glinder Wettkampfmannschaft gingen im Laufe der Jahre Kreis-, Landes- und DDR-Meister hervor: Als Mannschaftsmitglied einer Auswahl des Landes-Anglerverbandes Sachsen-Anhalt startete Denis Wolff 1991 bei den Weltmeisterschaften im sportlichen Angeln.
Seit 2012 findet der in „Fischerfest“ umgetaufte „Volksangeltag“ am Elbanleger statt.

#### Museums- und Heimatverein der Lichtmessgemeinde Glinde
- Gegründet 2013

Am 2. Februar 2000 wurde das Lichtmess-Archiv-Museum im Gebäude der ehemaligen Bäckerei Trittel eröffnet. Es ist das einzige Museum dieser Art in Deutschland.
Das Museum widmet sich der Geschichte und dem Brauchtum der Glinder Lichtmess sowie der Geschichte der Gemeinde Glinde im Allgemeinen.
Der Verein pflegt und entwickelt die Idee von Wilhelm Trittel, des Initiators und geistigen Vaters des Museums, ständig weiter und bereichert das kulturelle Geschehen mit zahlreichen Veranstaltungen wie zum Beispiel dem Lichtmess-Frauen-Frühstück und der Lichtmess-Nachlese.

#### Jagdgenossenschaft Glinde
- Gegründet 1991

Vor 1945 war die Gemeindejagd an ortsansässige Bauern verpachtet. Durch die kleingliedrige Landschaftsstruktur war ein vielfältiges Wildvorkommen vorhanden. Die Glinder Gemeindejagd war ein Niederwildrevier mit hohem Hasenbesatz. Rebhühner gehörten damals zur ständig vorkommenden Wildart.
Nach 1945 wurden die Jagdgesellschaften gegründet, diese waren losgelöst von den Gemeinden für die Durchführung der Jagd verantwortlich. Teile der Glinder Flur wurden von der Jagdgesellschaft Barby und Schönebeck bejagt. Mit dem Wandel der Landwirtschaft zu größeren Strukturen änderten sich auch die Bedingungen für das Wild. Rebhühner wurden selten und der Hasenbestand schrumpfte sehr. Rehwild war die Wildart, die mit den neuen Bedingungen sehr gut zurechtkam und im Bestand anstieg.
Am 23. August 1991 wurde die Jagdgenossenschaft Glinde neu gegründet. Die Fläche des Glinder Jagdreviers beträgt 400 ha und ist an eine Pächtergemeinschaft verpachtet. Zurzeit ist die vorherrschende Wildart das Reh- und Schwarzwild als Wechselwild. Der zunehmende Maisanbau führte in der Vergangenheit zu höherem Schwarzwildanteil. Hasen sind nur noch als Grundbestand vorhanden und werden nicht mehr bejagt. Wildgänse sind als Brutvögel wieder vorhanden.

#### Bibliothek Glinde
- Gegründet 2010

1942 unterhielt Glinde eine Volksbücherei mit 93 Büchern. Die Bücher waren in der Schule untergebracht.
Zu DDR-Zeiten zog die Gemeindebibliothek in das heutige Feuerwehr-Depot. Als 2006 das Feuerwehr Depot umgebaut wurde, zog die Bibliothek wieder in die „alte Schule“ um. Am 11. Mai 2007 gründete sich die Interessengemeinschaft „Bibliothek Glinde“ aus der am 6. Mai 2010 der gemeinnützige Verein Bibliothek Glinde e. V. hervorging. Der Bestand Bibliothek umfasst ca. 4500 Bücher und Hefte.
Der Verein bereichert das kulturelle Geschehen mit zahlreichen Veranstaltungen wie einem Adventsabend, eine Schulplatzfest, einem Skatturnier und einem Fackelumzug. Große Aufmerksamkeit fanden auch Lesungen und Vorträge aus der Heimatgeschichte der Region.

#### Gartensparte „Elbaue“
- Gegründet 1982

Derzeit sind fünf Kleingärten vorhanden, die bewirtschaftet werden, der übrige Teil ist Wiese und wird zur Heugewinnung genutzt. Die Gartensparte zählte 2012 sieben Mitglieder.

### Veranstaltungen
Jährliche Höhepunkte im Gemeindeleben sind das traditionelle Lichtmessfest, das Lichtmesssommerfest, der Elbebadetag, das Fischerfest, das Schulplatzfest und das Hoffest. Das Lichtmessfest, welches, einer alten Tradition folgend, immer an einem Sonntag um den 2. Februar herum stattfindet, ist im Reigen der Glinder Feierlichkeiten das höchste Fest.